# 21st Century Liability
21st Century Liability es el primer álbum de estudio del cantante británico Yungblud. Fue lanzado el 6 de julio de 2018 a través de Locomotion Recordings, Geffen Records e Interscope Records. El álbum con los cinco sencillos principales "21st Century Liability", "Psychotic Kids", "California" "Medication". En 2019, la canción "Polygraph Eyes" fue votada como la Triple J's Hottest 100 de 2018 en el número 99.

## Sencillos
La canción principal fue el primer sencillo lanzado del álbum. Se puso a disposición el 4 de mayo de 2018 y fue descrito por el propio Yungblud como «una canción para jóvenes incomprendidos que crecen en un mundo de ansiedad, confusión y miedo». "Psychotic Kids", el próximo sencillo, fue lanzado el 25 de mayo de 2018. Su video musical oficial, dirigido por Adam Powell, fue lanzado el 11 de junio de 2018. 
El 15 de junio de 2018, el álbum estuvo disponible para pre-pedido y la canción " California "fue lanzado el mismo día como una gratificación instantánea. "Medication" se estrenó el 3 de julio de 2018 en el programa de radio Apple Music de Zane Lowe como "World Record" del día.
El 17 de julio de 2018 se estrenó un video musical de la canción, también dirigido por Powell, a través de Billboard.

## Lista de canciones
| N.º | Título                          | Producer(s) | Duración |  |
| 1.  | «Eulogy»                        |             | 0:30     |  |
| 2.  | «Die for the Hype»              |             | 3:08     |  |
| 3.  | «Doctor Doctor»                 |             | 3:11     |  |
| 4.  | «Medication»                    |             | 3:11     |  |
| 5.  | «Machine Gun (F**k the NRA)»    |             | 3:13     |  |
| 6.  | «Psychotic Kids»                |             | 2:47     |  |
| 7.  | «Anarchist»                     |             | 2:47     |  |
| 8.  | «I Love You, Will You Marry Me» |             | 2:57     |  |
| 9.  | «Polygraph Eyes»                |             | 3:43     |  |
| 10. | «Kill Somebody»                 |             | 3:07     |  |
| 11. | «California»                    |             | 3:51     |  |
| 12. | «21st Century Liability»        |             | 3:09     |  |

## Posicionamiento en lista
| Lista (2018)                 | Posiciones |
| ---------------------------- | ---------- |
| Australian Albums (ARIA)     | 97         |
| Bélgica (Ultratop flamenca)  | 59         |
| Países Bajos (Album Top 100) | 168        |